# 盧克·楊格
盧克·保羅·楊格（英語：Luke Paul Young，1979年7月19日—）是一名英格蘭足球運動員，擔任右後衛。
楊格的兄長尼爾（Neil）亦是一名足球員，於2008年退役前為般尼茅夫上陣超過400場；他的弟弟安德烈（Andre）於2009年在克里特島渡假時意外身亡；而幼弟杰克（Jake）則在韋斯咸青訓學院參賽。

## 生平

### 球會
熱刺
楊格於1997年在熱刺展開其足球事業，為球隊上陣超過50場比賽，期間入選代表英格蘭U21，主要擔任中堅或右閘。他於2001年以400萬英鎊身價被賣往另一支倫敦球隊查爾頓，查爾頓先付300萬鎊，然後四年如能確保英超席位，每年支付25萬鎊，查爾頓同時亦支付全數15萬鎊的轉會費稅款。轉會後楊格對熱刺時任領隊格連·荷度未有給予機會大表不滿。
查爾頓
效力查爾頓的6年可算是楊格的黃金時期，為球隊上陣超過180場聯賽，其出色表現使他獲選代表英格蘭。楊格於2001/02年球季在查爾頓同期防線有馬克·費殊（Mark Fish）、佐治·哥斯達（Jorge Costa）及約拿芬·科東尼（Jonathan Fortune），傳媒以四人的姓氏合稱「Young-Fish-Costa-Fortune」，意譯為「小魚花大錢」（Young fish cost a fortune）。2005年楊格獲選為查爾頓「球迷先生」。
長期服務查爾頓的領隊古比士利於2006年季後離隊，楊格對球隊遲遲未能提出續約感到不滿，有傳韋斯咸及母會熱刺均對他有意思，在新領隊伊恩·杜維（Iain Dowie）上場後，楊格提出轉會要求，7月19日身為球隊隊長的楊格終於動筆簽署四年新約，但查爾頓這季在英超成績差劣，先後三次更換領隊，包括伊恩·杜維、暫代的萊斯·列特（Les Reed）及阿倫·柏祖（Alan Pardew），最終以第19位結束球季，需要降班英冠。球隊降班後，阿士東維拉、米杜士堡及紐卡素均有意羅致他在英超繼續作賽。
米杜士堡
楊格在2007年7月轉會至米杜士堡，轉會費250萬英鎊，簽訂4年合約，他在對紐卡素的賽事中首次代表米杜士堡上陣。2007年11月3日對前球會熱刺的聯賽，楊格在河畔球場射入代表米杜士堡的首個進球，最終雙方1-1打平。在2007/08年球季米杜士堡於39場英超聯賽取得85面黃牌及2面紅牌，被英格蘭足球總會罰款2萬英鎊，楊格是3名季中領得8面黃牌的米堡球員之一，而球隊更於來季降班英冠，楊格連續兩年面對效力球隊降班的困局。
阿士東維拉
2008年8月7日，阿士東維拉正式簽下楊格，轉會費未有公布，合約為期三年。米杜士堡主席史提夫·傑臣（Steve Gibson）透露轉會費高達600萬英鎊，阿士東維拉即付550萬鎊，出場次數達到30場後加25萬鎊，當達到60場再加25萬鎊。楊格在英超開鑼日首次為維拉上陣主場迎戰曼城，以4-2獲勝打嚮頭砲。2008年10月29日他在主場3-2擊敗布力般流浪在完半場前射入扳平1-1，是他披上維拉球衣後取得的首個入球。2008/09年球季初楊格擔任慣常的右閘，表現非常穩定。但正選左閘保馬因需要長期養傷，領隊馬田·奧尼爾寧願放棄新近收購的梳利而將慣用右腳的楊格調任左閘，再由李奧曲加填補右閘空缺，楊格在左路同樣表現出色，在他移任左閘首3場分別對阿仙奴、曼聯及富咸的比賽，維拉保持清白之軀沒有失球，更與隊中另一位「楊格」合作無間。
2009年8月楊格的17歲弟弟安德列（Andre Young）到希臘克里特岛渡假時不幸遭遇意外身亡，事後楊格獲准休假，加上季前在和平盃股溝受傷，他直到10月7日才首次為預備隊上陣出戰狼隊，11月4日對韋斯咸以後備身份復出為一隊上陣，三天後主場對保頓恢復正選資格。
昆士柏流浪
2011年8月27日楊格轉投新升英超的昆士柏流浪，簽約三年，沒有透露轉會費金額。

### 國家隊
2004/05年賽季末，楊格首度獲英格蘭徵召，代替受傷退隊的加利·尼維利加入英格蘭夏季美洲之旅的大軍，並在2005年5月28日對美國的賽事後備入替，首次為英格蘭上陣。2005年9月3日的2006年世界盃歐洲區外圍賽對威爾斯的賽事中，楊格首次為英格蘭上陣全場90分鐘的賽事，英格蘭最終勝1-0。然而因傷患關係，艾歷臣沒有把楊格帶往參加2006年世界盃。
楊格為國家隊上陣7場的比賽全部在2005年內進行，最後一場是2005年11月12日對阿根廷。但他仍不時獲麥卡倫或卡比路徵召，惟一直沒有再次獲派上陣。2009年11月11日當卡比路希望補選楊格代替因傷退隊的格連·莊臣，備戰對巴西的友誼賽，這時才揭露楊格早於同年2月已向英格蘭足球總會表明不再代表國家隊的意願。

## 外部運結
- 足球数据库：盧克·楊格的球员统计数据
- 英格蘭足總 盧克·楊格資料 （页面存档备份，存于）